# Hartenštejn
Hartenštejn (německy původně Neuhartenstein, později Hartenstein) je zřícenina pozdně gotického hradu poblíž Bochova asi 16 km jihovýchodně od Karlových Varů. Od roku 1964 je chráněn jako kulturní památka. Zřícenina stojí asi jeden kilometr jižně od Bochova v nadmořské výšce 730 metrů a je přístupná odbočkou z červeně značené turistické značky. Nejvýraznějším pozůstatkem hradu jsou tři polookrouhlé bateriové věže s klíčovými střílnami a polygonální bašta.

## Historie
Hrad založil Jindřich III. z Plavna jako vojenský opěrný bod někdy před rokem 1473, ze kterého pochází první písemná zmínka. Kromě pánů z Plavna vystřídal několik majitelů, kterými byli Bohuslav ze Švamberka (v zástavě od roku 1473), Anna Cedvicová (v zástavě od roku 1496), Jan Maštovský z Kolovrat (po roce 1519) nebo Jindřich Mikuláš Hasištejnský z Lobkovic (po roce 1554). V roce 1573 je hrad poprvé označován jako pustý, ale byl alespoň částečně obnoven Adamem starším Štensdorfem ze Štensdorfu. Úplně opuštěn byl po roce 1609, kdy panství koupil Linhart Colona z Felsu a byl připojen k Andělské Hoře.
Až do roku 1567 byla součástí hartenštejnské manské soustavy tvrz v nedalekých Herstošicích.

## Stavební podoba
Čtverhranné staveniště hradu zaujalo vrchol osamělého vrchu. Z obvodové hradby vystupovaly ve středech tří stran polookrouhlé bateriové věže. Západní stranu chránila velká polygonální bašta, ze které v místech vstupní brány vystupovala menší polookrouhlá bašta. V jihozápadním nárože stál malý palác. Většina dalších budov, které stály po obvodu jádra, zanikla.
Na severovýchodní straně nádvoří byla studna. Při sanaci ve 30. letech 20. století bylo zjištěno, že dosahovala hloubky 34 metrů.